# Вакинанкарача
Вакинанкаратра (на малгашки: Vakinankaratra) е един от двадесет и двата региона на Мадагаскар, в провинция Антананариву. Населението на региона през 2011 година е 1 708 685 души. Площта му е 16 599 km². Административен център е град Анцирабе.

## Административно деление
Разделен е на 6 окръзи и 86 общини:
- Амбатулямпи
- Антанифутси
- Анцирабе I
- Анцирабе II
- Бетафу
- Фарациху
- Мандуту